# ابرشتاین، اتریش
ابرشتاین  (به آلمانی: Eberstein) یک منطقهٔ مسکونی در اتریش است که در Sankt Veit an der Glan District واقع شده‌است. ابرشتاین  ۱٬۵۳۵ نفر جمعیت دارد.